# Melsa
La melsa és un òrgan de l'abdomen, la funció del qual és la destrucció d'eritròcits vells i servir de reservori de sang. És un centre d'activitat del sistema reticuloendotelial, part del sistema immunitari. La seva absència predisposa a determinades infeccions.

## Anatomia humana
La melsa humana està situada a la part esquerra superior de l'abdomen, per darrere de l'estómac i just per sota del diafragma. La melsa, en els éssers humans adults sans, és d'aproximadament 7 a 14 centímetres de longitud, una mida estàndard podria ser 11 × 7 × 4 cm. En general, pesa entre 150 grams i 200 grams.
És l'òrgan més gran derivat del mesènquima. Està format per masses de teixit limfoide d'aspecte granular situat al voltant de venes i artèries.
Aproximadament, un 10% de la població presenta una o més melses accessòries.
Hi ha diversos lligaments peritoneals que serveixen per sustentar la melsa:
- Lligament gastroesplènic. Connecta l'estómac amb la melsa.
- Lligament esplenorenal. Connecta la melsa amb el ronyó.
- Lligament frenocòlic. Connecta l'angle esplènic del còlon amb el diafragma. El centre connecta amb la melsa.

Les seccions transversals de la melsa mostren una superfície vermella que es divideix en dos tipus de polpa, amb funcions diferents:
| Àrea           | Composició | Funció                                                                                 |
| Polpa vermella | Composta per: * "Sinus" (o "Sinusoides") que estan plens de sang. * "Fibres de reticulina. * "Zona marginal". Voreja la polpa blanca.                                                      | Filtració mecànica. Elimina productes de rebuig de la sang, incloent eritròcits vells. |
| Polpa blanca   | Composta per nòduls, anomenats Corpuscles de Malpighi. Aquests estan composts per: * Fol·licles limfoides, rics en limfòcits B * Embolcalls limfoides periarteriolars, rics en limfòcits T | Intervenen en les infeccions.                                                          |

Altres funcions de la melsa més importants, sobretot en adults sans, són:
- Producció d'opsonines, de la properdina i de la tuftsina (tetrapètid).

- Eritropoesi. La medul·la òssia és el lloc primari on es produeix l'hematopoesi a l'adult, encara que, fins al cinquè mes de gestació, la melsa té funcions hematopoètiques importants. Després del naixement, no sol tenir funció hematopoètica significativa a la melsa excepte en alguns trastorns hematològics, com la síndrome mielodisplàstica i les hemoglobinopaties.

- Emmagatzemament d'eritròcits i d'altres cèl·lules sanguínies. Això només és vàlid per a certs mamífers com els gossos. En éssers humans, la melsa no funciona com un dipòsit d'eritròcits, sinó que emmagatzema plaquetes.

## Embriologia humana
La melsa té el seu origen en la diferenciació mesenquimatosa del mesogastri dorsal. Durant el desenvolupament embrionari es poden formar melses accessòries (fins a un 30% de la població en té) que són petits nòduls i es localitzen en un 70% entre la cua del pàncrees i l'hili esplènic.
L'asplènia (absència de melsa) és una patologia totalment compatible amb la vida, tot i que augmenta el nombre d'infeccions que té la gent que la pateix i algunes poden arribar a ser mortals.

## Malalties i trastorns associats
- Esplenomegàlia o melsa gran

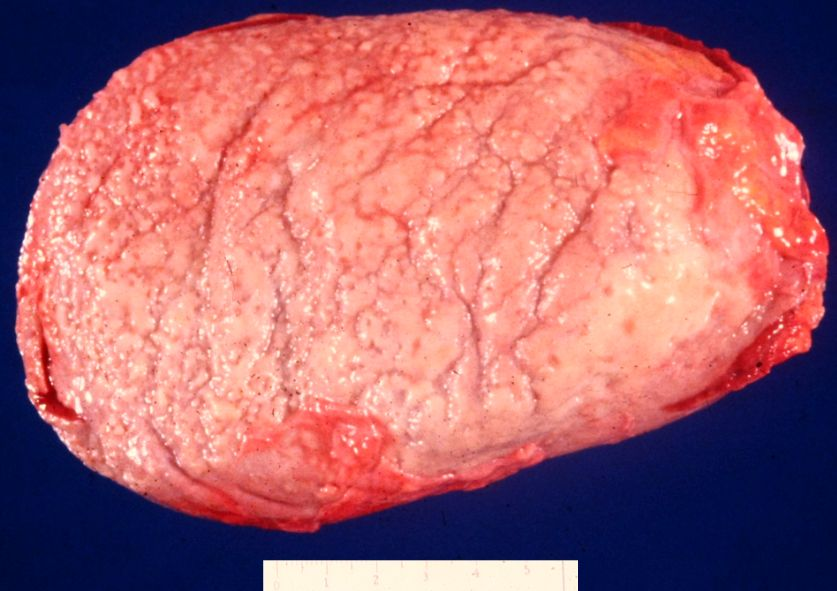
Fibrosi capsular amb focus de calcificació distròfica a una melsa.

- Esplenectomia o extirpació de la melsa
- Asplènia o absència de melsa
- Infart esplènic o pèrdua de reg sanguini a un sector de la melsa[4]

## Imatges addicionals

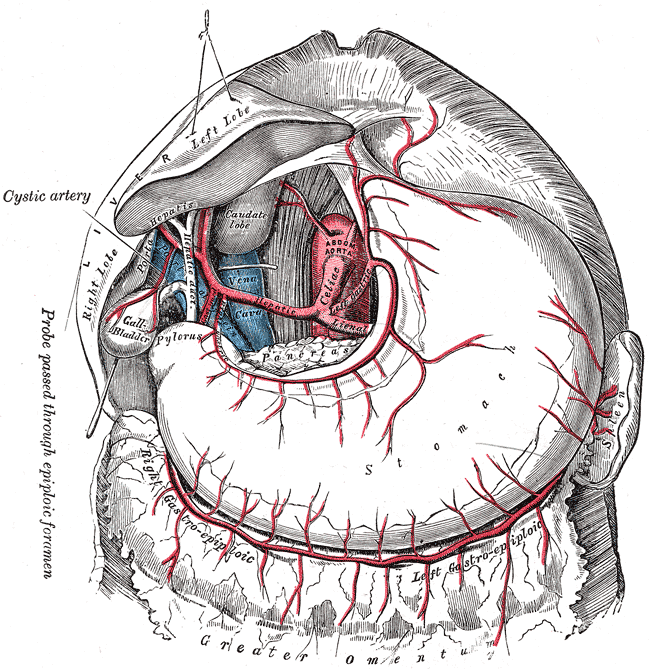
Artèria celíaca i les seves branques.
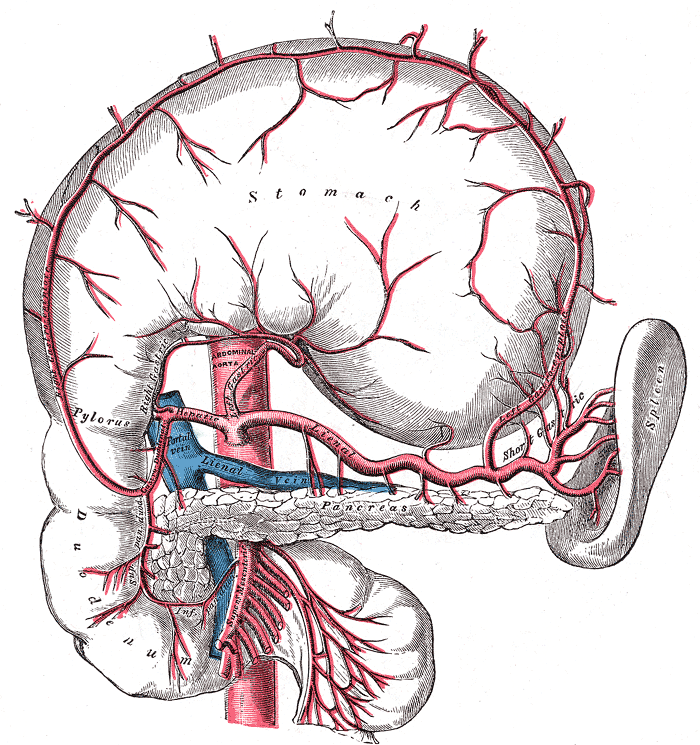
Artèria celíaca i les seves branques.
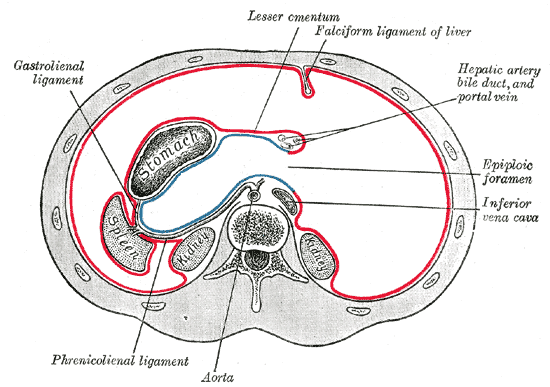
Disposició del peritoneu a la part cranial de l'abdomen.
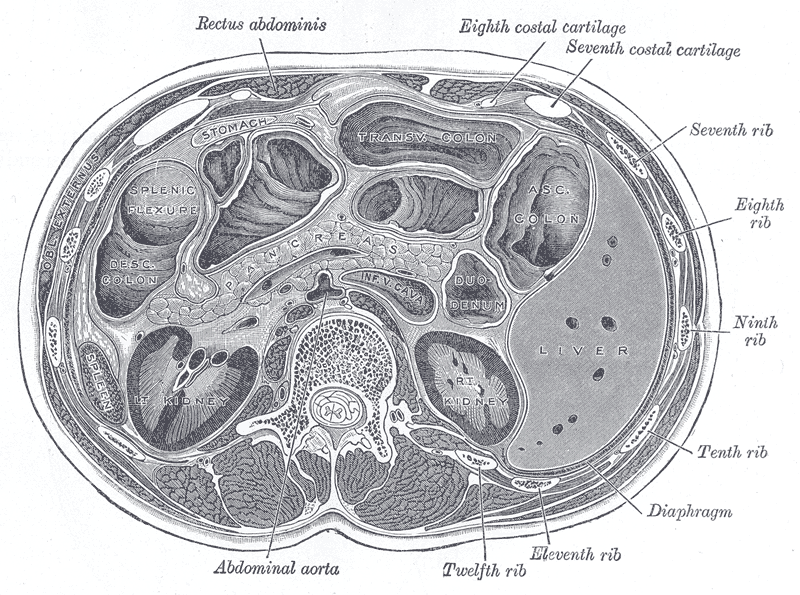
Secció transversal a través de la primera vèrtebra lumbar.
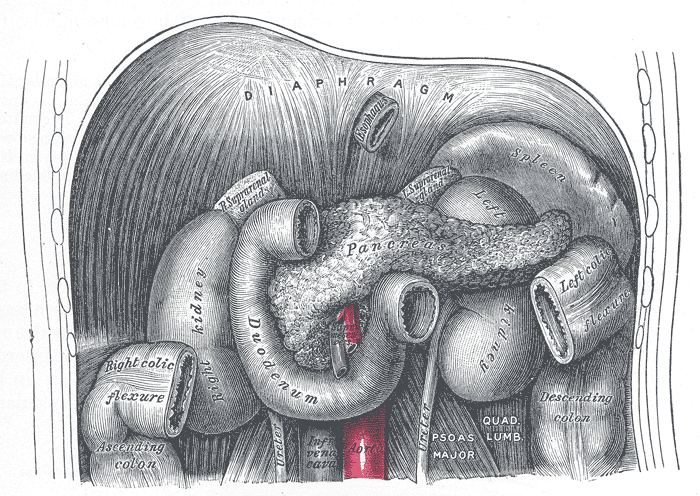
Duodè i pàncrees.
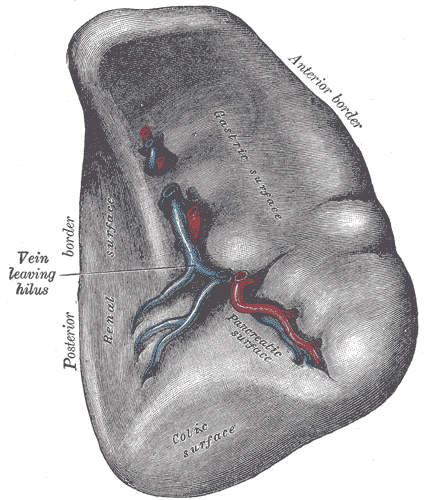
Cara visceral de la melsa.
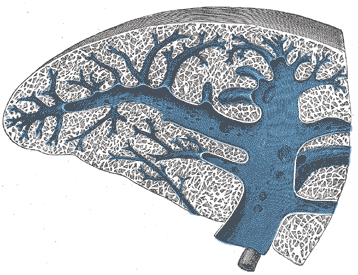
Tall transversal de la melsa.
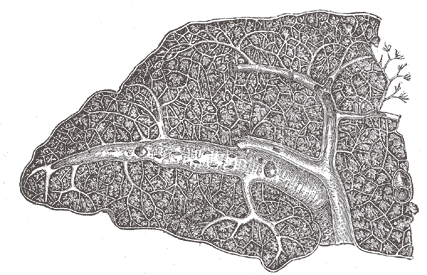
Tall histològic transversal de la melsa.
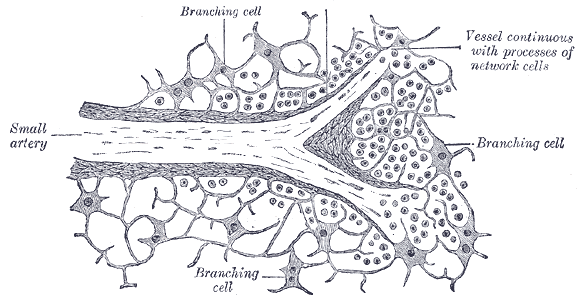
Secció de la melsa.
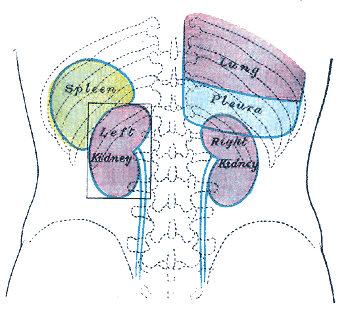
Visió posterior de la regió lumbar, on es poden apreciar els ronyons, els urèters i la melsa.
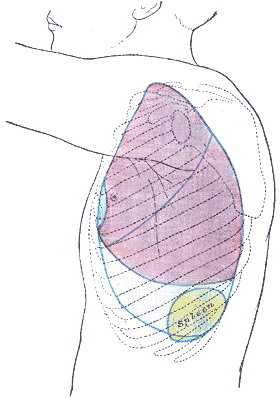
La melsa, acolorida de verd.
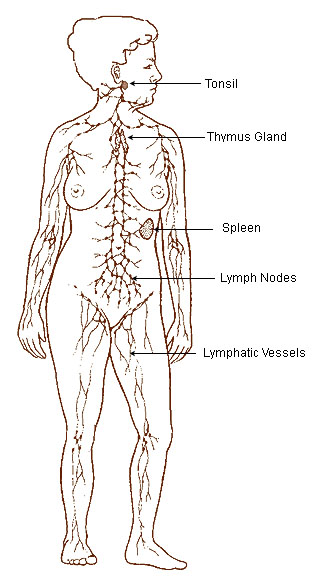
Sistema limfàtic.